# خزف سني

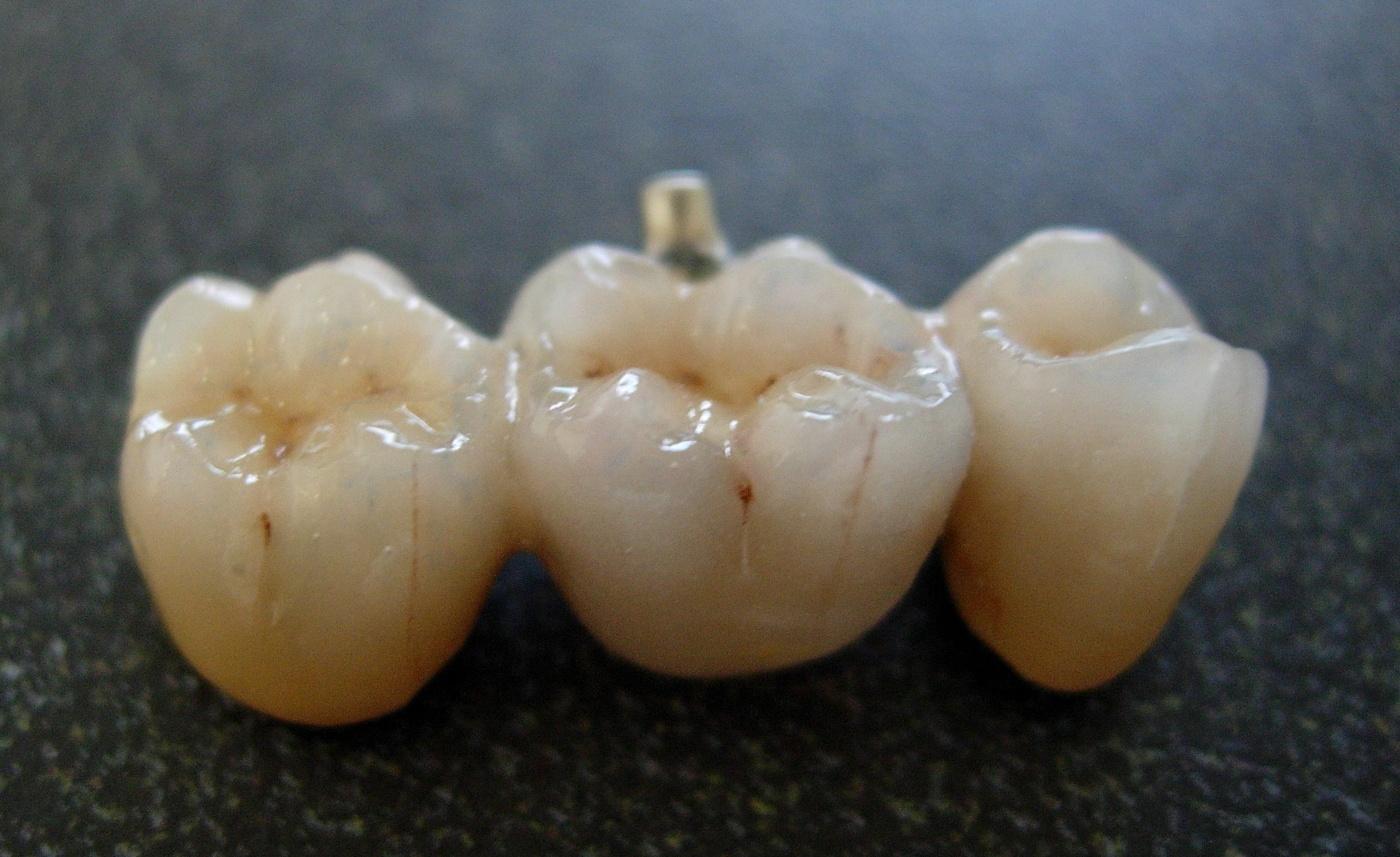

الخزف السني (يُعرف أيضًا باسم سيراميك الأسنان) هو مادة مستخدمة في طب الأسنان يستعملها فنيو الأسنان من أجل صنع ترميمات وتعويضات سنية مقبولة حيويًا، كالتيجان والجسور والقشور السنية مثلًا. تشير الدلائل إلى أن الخزف مادة فعالة بسبب توافقه البيولوجي وجماليته وعدم قابليته للذوبان وصلابته البالغة 7 على مقياس موس. بالنسبة لبعض تركيبات الأسنان الاصطناعية، كجسر الخزفي المعدني المكون من ثلاث وحدات مثلًا أو الجسور الخزفية الكاملة، يوصى بالترميم القائم على الزركونيا.
اشتُق مصطلح «سيراميك» من الكلمة اليونانية κέραμος  - keramos، التي تعني «طين الفخار». جاء المصطلح من فن تصنيع الفخار القديم إذ أُطلق مصطلح الطين في الغالب عند تشكيل جسم صلب وهش. يوجد تعريف أكثر حداثة وهو وصفه على أنه مادة تحتوي على عناصر معدنية وغير معدنية (الأكسجين عادة). يمكن تعريف هذه المواد من خلال خصائصها الكامنة بما في ذلك طبيعتها الصلبة أو القاسية أو الهشة على حسب هيكل الترابط الذري، الذي هو أيوني وتساهمي. في المقابل، تُعد المعادن غير هشة (تعرض سلوكًا مرنًا)، ولينة (تعرض سلوكًا بلاستيكيًا) نظرًا لطبيعة الروابط المعدنية بين الذرات. تُعرّف هذه الروابط بواسطة سحابة من الإلكترونات المشتركة مع القدرة على التحرك بسهولة عند تطبيق القوة. يمكن أن يختلف الخزف في درجة العتامة من شفاف للغاية إلى معتم للغاية. بشكل عام، كلما كانت البنية المجهرية (أي غير البلورية) أكثر زجاجية، كلما كان الخزف أكثر شفافية، وكلما كانت أكثر بلورية، كلما كان أكثر عتامة.

## التكوين
يختلف تكوين السيراميك المستخدم في تطبيقات طب الأسنان عن السيراميك التقليدي من أجل تحقيق المكونات الجمالية المثالية كالشفافية مثلًا.
على سبيل المثال: يكون تكوين الخزف الفلسباري للأسنان على النحو التالي:
- الكاولين 3-5٪
- الكوارتز (السيليكا) 12-25٪
- الفلسبار 70-85٪
- الملونات المعدنية 1٪
- الزجاج حتى 15٪

## التصنيف
يمكن تصنيف السيراميك على أساس ما يلي:

### التصنيف حسب البنية المجهرية
على مستوى البنية المجهرية، يمكن تصنيف السيراميك حسب طبيعة تكوينه إلى غير متبلور-حتى- بلوري. يمكن أن يكون هناك تنوع لا نهائي في البنية المجهرية للمواد، ولكن يمكن تقسيمها إلى أربع فئات تركيبية أساسية مع وجود بعض المجموعات الفرعية:
- الفئة 1 - الأنظمة القائمة على الزجاج (السليكا بشكل رئيسي)، كالخزف الفلسباري مثلًا.
- الفئة 2 - الأنظمة القائمة على الزجاج (السليكا بشكل رئيسي) مع وجود المواد المالئة، عادة ما تكون بلورية (اللوسيت عادة أو مؤخرًا ديسيليكات الليثيوم)
- الفئة 3 - أنظمة بلورية مع مواد مالئة زجاجية (الألومينا بشكل رئيسي)
- الفئة 4 - المواد الصلبة الكريستالية (الألومينا والزركونيا).

يُعد الخزف السني خاملًا بيولوجيًا بشكل عام. ومع ذلك، قد توجد سمية مصدرها اليورانيوم المستنفد وكذلك بعض المواد المساعدة الأخرى؛ بالإضافة إلى ذلك، قد يزيد الترميم من تآكل الأسنان المقابلة.

### التصنيف حسب طريقة معالجة الخزف
- مسحوق/سائل، أنظمة زجاجية
- الأنظمة الزجاجية القابلة للضغط أو التشكيل
- أنظمة الكاد\كام أو معالجة الطين بالقوالب، معظمها أنظمة بلورية.[7]